# Seabiscuit (Pferd)
Seabiscuit (* 23. Mai 1933 in Lexington, Kentucky; † 17. Mai 1947 in Willits, Kalifornien) war ein US-amerikanisches Vollblut-Rennpferd.
Der Hengst, dessen Rennkarriere nicht sehr vielversprechend begann, wurde zum erfolgreichsten Rennpferd seiner Zeit, das eine Reihe von Rennen mit spektakulären Rennverläufen lief und vor dem Hintergrund der Weltwirtschaftskrise zu einem Symbol der Hoffnung für viele Amerikaner wurde. In insgesamt 89 Rennen siegte Seabiscuit 33-mal, wurde 15-mal Zweiter und belegte 13-mal den dritten Platz. Seabiscuit gewann insgesamt $437.730 an Preisgeldern – das entspricht einem heutigen Gegenwert von circa 5,6 Millionen Dollar.

## Frühe Jahre
Seabiscuit stammte von der Stute Swing on und dem Hengst Hard Tack ab. Dieser wiederum war ein Sohn des berühmten Rennpferdes Man o’ War. Das Hengstfohlen wuchs auf der Claiborne-Farm in Paris, Kentucky auf. Wenig deutete darauf hin, dass es sich für ein Rennpferd eignete; für ein Englisches Vollblut war es ein verhältnismäßig kleines Pferd, die Vorderfußwurzelgelenke waren nicht ideal aufgebaut, es neigte zu langen Schlaf- und Fressphasen. Anfangs wurde es von dem berühmten Pferdetrainer Jim Fitzsimmons trainiert, dessen Pferde schon eine Reihe der wichtigsten amerikanischen Pferderennen gewonnen hatten. Fitzsimmons sah durchaus Potenzial in dem Hengst, hielt ihn aber für zu faul, um wirklich erfolgreich in Rennen zu laufen. Da Fitzsimmons mit Omaha ein sehr erfolgreiches Pferd im Training hatte, wurde auf das Training von Seabiscuit wenig Zeit aufgewandt und der Hengst lediglich für einige unbedeutende Rennen gemeldet. Keines seiner ersten zehn Rennen konnte Seabiscuit für sich entscheiden – in den meisten galoppierte er dem Feld hinterher. Man hielt Seabiscuit für unverbesserlich und machte ihn zum Trainingspartner von besseren Pferden und zwang ihn, Kopf an Kopf gegen das andere Pferd zu verlieren, um das Selbstvertrauen des anderen Pferdes zu stärken. Als Dreijähriger nahm Seabiscuit an 35 Rennen teil, gewann davon immerhin fünf und wurde zweiter in sieben. Trotzdem hielt man das Pferd für so wenig erfolgversprechend, dass man es für $8000 an den Autohändler Charles Howard verkaufte, der sich einen eigenen Rennstall aufbauen wollte.

## 1936 und 1937

### Die ersten Erfolge

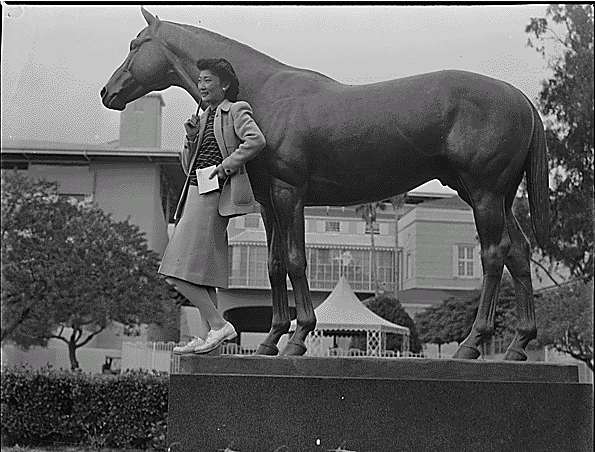
Die Statue von Seabiscuit im Santa Anita Park, Foto aus dem Jahr 1942.

Charles Howard stellte als Trainer Tom Smith ein, der dem lethargischen Charakter des Pferdes mit unorthodoxen Trainingsmethoden begegnete. Tom Smith fand außerdem in dem kanadischen Jockey Red Pollard (1909–1981) einen Reiter für dieses Pferd, der gut mit dessen Charakter umgehen konnte. Am 22. August 1936 lief Seabiscuit das erste Rennen für seinen neuen Besitzer. Es war zwar kein erfolgreiches Rennen, deutliche Verbesserungen in Seabiscuits Rennleistung waren jedoch erkennbar. In den nächsten acht Rennen im Osten der Vereinigten Staaten war das Team Seabiscuit und Red Pollard mehrmals erfolgreich. Sie gewannen unter anderem das Detroit’s Governor’s Handicap (Preisgeld $5600) und das Scarsdale Handicap (Preisgeld $7300).
Im November 1936 wurde Seabiscuit mit dem Zug nach Kalifornien transportiert. Seine letzten zwei Rennen des Jahres 1936 fanden auf dem Bay Meadows Racetrack in San Francisco statt. Beide von Seabiscuit gewonnenen Rennen zeigten, welches Potenzial in diesem Hengst steckte. Das mit einem Preisgeld von $2700 ausgestattete Bay Bridge Handicap ging lediglich über eine Meile. Aufgrund seiner Erfolge in den Rennen im Osten der USA schickte die Rennleitung Seabiscuit mit einem Gewicht von 116 Pfund ins Rennen. (Ein Jockey, der mitsamt seinem Sattel weniger als das von der Rennleitung festgelegte Gewicht wiegt, erreicht dies durch zusätzliche Bleigewichte).
Seabiscuit hatte in diesem Rennen einen schlechten Start; er lag hinter dem Feld, als er aus der Startbox kam, aber er arbeitete sich auf der kurzen Strecke durch das Feld seiner Konkurrenten hindurch, siegte mit einem Vorsprung von fünf Längen und verpasste den Rekord für diese Rennstrecke um lediglich 0,4 Sekunden. Diese Form des Rennverlaufs sollte Seabiscuits Rennen der nächsten Jahre kennzeichnen und machte ihn zu einem Liebling der amerikanischen Öffentlichkeit. Die Presse bezeichnete ihn als ein Pferd mit Kämpferherz, das sich auch noch aus einer ausweglosen Situation nach vorne kämpfte.

### Das erste Santa-Anita-Rennen

Pferderennbahn von Santa Anita, 1908

1937 begann nicht ganz so erfolgreich. Howard und Smith hatten sich vorgenommen, das ruhmreiche, mit einem Preisgeld von $100.000 ausgestattete Santa-Anita-Park-Rennen mit Seabiscuit zu gewinnen. Das erste Vorbereitungsrennen dazu gewann Seabiscuit; im zweiten Vorbereitungsrennen wurde Seabiscuit beim Start behindert und ging nur als fünfter über die Ziellinie. Sieger war das Rennpferd Rosemont, das auch im Santa-Anita-Rennen zu den Favoriten zählte.
Eine Woche später trafen die zwei Pferde im Santa-Anita-Rennen wieder aufeinander. Seabiscuit führte das Rennen an, wurde im Zieleinlauf jedoch unerklärlicherweise langsamer und Rosemont war in der Lage, das Rennen um eine Nasenlänge für sich zu entscheiden. Für Smith und Howard war es eine empfindliche Niederlage. Die Presse schrieb es einem Reitfehler von Pollard zu – und schloss nicht aus, dass es ein absichtlicher Reitfehler war. Dies war ein gravierender Vorwurf, da Rennergebnisse aufgrund der Rennwetten immer wieder manipuliert waren. Nicht bekannt war, dass Pollard aufgrund eines früheren Rennunfalls auf einem Auge erblindet war – diese Einschränkung, die ihn eigentlich als Jockey ungeeignet machte, hielt Pollard während seiner gesamten Karriere als Jockey geheim. Wesentlich wahrscheinlicher als ein absichtliches Abbremsen des Pferdes ist, dass Pollard das aufholende Pferd nicht sah und sich des Sieges so sicher war, dass er Seabiscuit nicht mehr antrieb.

### Rennerfolge im Osten der USA
Trotz der Niederlage und der Vorwürfe in der Presse behielten Smith und Howard Pollard als Jockey von Seabiscuit bei. Und Seabiscuit wurde immer mehr zum Favoriten des kalifornischen Rennpublikums. Er gewann seine nächsten drei Rennen im Westen und Howard entschloss sich, das Pferd in den Osten der USA bringen zu lassen, wo die wichtigsten US-amerikanischen Pferderennen ausgetragen wurden.
Auch dort hielt Seabiscuits Siegesserie an. Zwischen dem 26. Juni und dem 7. August startete er in fünf Rennen und gewann sie alle. Die Rennleitung ließ ihn dabei mit einem immer größeren Gewicht starten. Für das Narragansett Special am 11. September wurde ihm ein Gewicht von 132 Pfund auferlegt. Aufgrund von Regen war der Renngrund aufgeweicht und damit für Seabiscuit eigentlich zu tief und schwer. Das hohe Renngewicht würde ihn auf diesem weichen Boden zusätzlich behindern; der Trainer Smith wollte die Nennung von Seabiscuit eigentlich zurückziehen, doch Howard überstimmte ihn. Wie der Trainer prophezeit hatte, blieb Seabiscuit in diesem Rennen erfolglos. Die Ziellinie überquerte er als Dritter vier Längen hinter dem siegenden Pferd Calumet Dick, das nur ein Renngewicht von 115 Pfund trug. Die Siegesserie war damit unterbrochen. Seabiscuit gewann noch drei weitere Rennen in diesem Jahr; im Rennen von Pimlico wurde er Zweiter.
Mit dieser Erfolgsserie war Seabiscuit das Rennpferd, das die meisten Preisgelder in den USA gewonnen hatte. An der Westküste war das unscheinbare Pferd, das die Siegerehrungen lethargisch über sich ergehen ließ, mittlerweile eine Berühmtheit. Seine Rennen wurden mit nahezu fanatischer Begeisterung am Radio verfolgt; seine Erfolge füllten die Wochenberichte der Kinos und Tausende von Zeitungszeilen beschäftigten sich mit diesem Pferd, das einen so wenig erfolgversprechenden Start hatte, das von einem bis dahin unbekannten Trainer trainiert wurde und dessen Besitzer ein Emporkömmling war, der vor wenigen Jahren noch Fahrräder repariert hatte. Howard, dank seines Geschäftstalents mittlerweile zum wohlhabenden Autohändler aufgestiegen, verstand es meisterhaft, mit der Presse umzugehen und den Erfolg seines Pferdes zu vermarkten.
Das Establishment des Pferderennsports war in den Oststaaten der USA angesiedelt und reagierte deutlich zurückhaltender auf Seabiscuit. Trotz der Erfolge von Seabiscuit wurde der dreijährige War Admiral zum „Rennpferd des Jahres“ gewählt, da dieses Pferd die wichtigsten Ostküstenrennen gewonnen hatte. Der Konkurrenzkampf zwischen Seabiscuit und War Admiral sollte auch das Jahr 1938 prägen.

## Das beste Rennpferd der USA

### Das zweite Santa-Anita-Rennen
Pollard hatte sich bei Tom Smith den Ruf erworben, wie kein anderer Jockey mit den charakterlichen Eigenarten von Seabiscuit umgehen zu können. Am 19. Februar 1938 jedoch erlitt Pollard einen schweren Unfall, als er ein weiteres Pferd aus Howards Rennstall in einem Rennen ritt. Er trug eine Reihe von Knochenbrüchen davon, die es ihm für mehrere Monate nicht erlauben würden, an einem Rennen teilzunehmen. Smith und Howard suchten lange nach einem Ersatz für Pollard, bis sie George Woolf auswählten, der als hervorragender Reiter galt und ein alter Freund von Pollard war.
Woolfs erstes Rennen auf Seabiscuit sollte das berühmte Santa Anita-Handicap sein, das Seabiscuit im Jahr zuvor knapp verloren hatte. Wieder hatte Seabiscuit einen schlechten Start, da er von dem seitlich ausbrechenden Rennpferd Count Atlas behindert wurde. Beide Pferde lagen sehr schnell sechs Längen hinter dem übrigen Feld, lieferten dann jedoch eine spektakuläre Aufholjagd. Sieger wurde trotzdem das Rennpferd Stagehand, das 30 Pfund weniger Renngewicht als Seabiscuit trug. Von der Presse und vom Rennpublikum wurde Seabiscuit aufgrund des ungewöhnlichen Rennverlaufs als moralischer Sieger gefeiert.

### Seabiscuit und War Admiral
Schon während des Jahres 1937 hatte die Presse über ein Rennen zwischen Seabiscuit und dem scheinbar unbesiegbaren War Admiral spekuliert. Für viele war es mehr als nur das Rennen zwischen zwei Pferden – es war auch ein Rennen zwischen dem Oststaaten-Establishment, das den Pferderennsport so prägte, und der aufsteigenden Westküste; zwischen einem Pferd aus einem der besten Rennställe des Ostens und einem Außenseiter mit ungewöhnlicher Laufbahn, jedoch vor dem Hintergrund der gleichen Abstammung: Seabiscuits Vater Hard Tack und War Admiral waren Brüder und ihrerseits Söhne des legendären Hengstes Man o’ War.
Beide Besitzer verhandelten hart über die Rennbedingungen, weil sie ihrem jeweiligen Pferd optimale Rahmenbedingungen sichern wollten. Viermal wurde das Rennen angesetzt; viermal wurde die Nennung von Seabiscuit wieder zurückgezogen. Dreimal hatte Regen die Rennstrecke zu sehr aufgeweicht, so dass Seabiscuit keine Chance im Rennen gehabt hätte. Beim vierten Mal war Seabiscuit physisch nicht fit. Die Presse verfolgte das Ganze aufmerksam und kritisierte Howard und Smith hart für die Rückzieher.
Immerhin war Pollard, der Jockey, der mit Seabiscuit am besten zurechtkam, wieder so weit erholt, dass er Rennen reiten konnte. Am 23. Juni erlitt Pollard jedoch einen weiteren schweren Reitunfall mit dem Pferd Modern Youth. Während eines Renntrainings scheute der junge Hengst, den Pollard trainingshalber ritt. Pollard stürzte aus dem Sattel, blieb jedoch mit einem Fuß im Steigbügel hängen. Das in Panik geratene Pferd galoppierte, Pollard hinter sich herschleifend, durch die Stallgebäude des Renngeländes. Als Pollard sich endlich aus dem Steigbügel befreien konnte, war eines seiner Beine derart zerschmettert, dass es unsicher war, ob er jemals wieder laufen würde. Damit würde George Woolf der Jockey sein, der Seabiscuit in seinem Rennen gegen War Admiral reiten würde.

### Das „Rennen des Jahrhunderts“

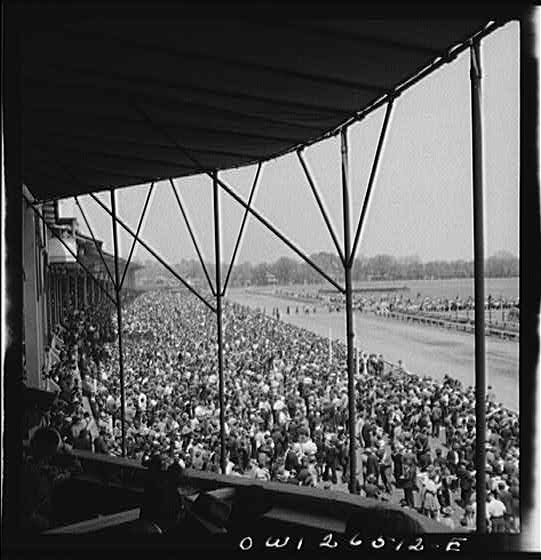
Haupttribüne der Pimlico Pferderennbahn, 1943

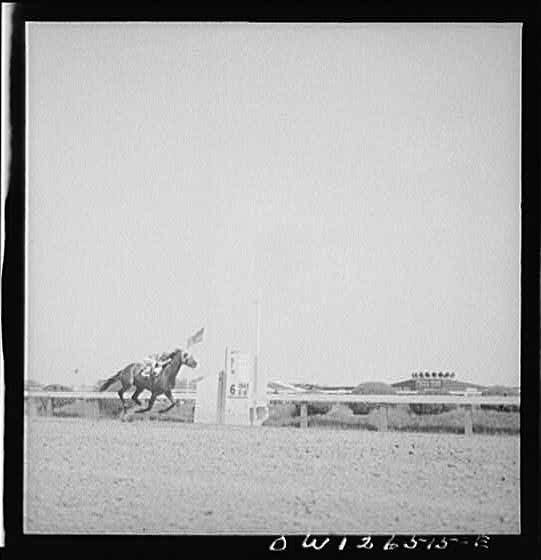
Überqueren der Ziellinie in Pimlico

Am Dienstag, dem 1. November 1938, kam es endlich zu der Begegnung zwischen den zwei Rennpferden in dem Rennen, das man euphorisch das Rennen des Jahrhunderts nannte. Das Rennen, das als Match race ausgetragen wurde – zwei Pferde, die direkt gegeneinander laufen, anstatt ein ganzes Feld – und über eine Meile und 3/16 ging, zählt auch heute noch zu den größten Sportereignissen in der Geschichte der USA. Obwohl es ein Werktag war, versammelte sich eine für die damalige Zeit ungewöhnlich hohe Anzahl von 40.000 Zuschauern an der Rennbahn. So viele Menschen wollten diesem Rennereignis beiwohnen, dass man sogar das Innenfeld für Zuschauer öffnen musste. Züge hatten die Zuschauer aus dem ganzen Land zur Pimlico-Rennbahn in der Nähe von Baltimore, Maryland gebracht und 40 Millionen Menschen verfolgten das Rennen am Radio. War Admiral war der unbestrittene Favorit des Rennens; die Wettquote bei den meisten Buchmachern stand 1 zu 4 für ihn und auch die meisten Sportjournalisten waren sich über den Ausgang dieses Rennens sicher.
War Admiral war berühmt für das Tempo, mit dem er ein Rennen anging. In Rennen, in denen er siegte, hatte er meistens das Feld von Beginn an geführt. Seabiscuit dagegen war ein Rennpferd, das seine Geschwindigkeit erst gegen Ende eines Rennens entwickelte. Smith war sich bewusst, dass er Seabiscuit darauf trainieren musste, mit dem Tempo von War Admiral von Anfang an mitzuhalten, sollte Seabiscuit eine Chance gegen das Ausnahmepferd War Admiral haben. Um von der Presse bei seinen Trainingsmethoden nicht beobachtet zu werden, trainierte er gemeinsam mit Woolf Seabiscuit nachts darauf, beim Läuten der Startglocke mit größtmöglicher Geschwindigkeit loszugaloppieren.
Als am 1. November die Startglocke losschrillte, startete Seabiscuit mit einer solchen Geschwindigkeit, dass er bereits nach 20 Sekunden eine Länge vor War Admiral lag. Diesen Abstand konnte Seabiscuit über den größten Teil der Rennstrecke halten, auf der Rückgeraden jedoch begann War Admiral den Abstand aufzuholen und mit Seabiscuit gleichzuziehen. Einem Rat von Pollard folgend trieb Woolf Seabiscuit nicht sofort an, sondern ließ Seabiscuit das gegnerische Pferd erst neben sich wahrnehmen. Als er ihm dann die Zügel freigab, besaß Seabiscuit noch ausreichend Kraft, um seine Renngeschwindigkeit noch einmal zu steigern. War Admiral konnte nicht mithalten; als Seabiscuit die Ziellinie überquerte, lag er um vier Längen vor seinem Gegner.
Angesichts dieses spektakulären Erfolges wurde Seabiscuit zum Rennpferd des Jahres ernannt. Der einzige Sieg, der ihm jetzt noch fehlte, war der Sieg im Santa-Anita-Rennen.

## Die spektakuläre Rückkehr

### Der Unfall
Das Saisonziel für 1939 war der Sieg beim mit $125.000 dotierten Rennen in Santa-Anita.
Seabiscuit war während des Winters dicker geworden und schlechte Wetterbedingungen schränkten die Möglichkeit ein, das Pferd zu trainieren. Das erste Rennen, an dem Seabiscuit teilnahm, war ein Rennen über die Meile am 14. Februar. Der Boden der Rennstrecke war durch Regen aufgeweicht und Seabiscuit schien schon frühzeitig nach dem Rennstart zu stolpern. Seabiscuit wurde zwar Zweiter, aber Woolf stoppte sein Pferd schon kurz nach dem Überqueren der Ziellinie abrupt. Die Untersuchungen der Veterinäre bestätigten, was Woolf befürchtete: Seabiscuit hatte sich eine Sehne des linken Vorderfußes schwer verletzt.

### Training mit Pollard
Für Seabiscuit gab es wenig Hoffnung, dass er noch einmal ein Rennen würde bestreiten können. Seabiscuit wurde auf Howards Gestüt gebracht, wo bereits Pollard mit seiner jungen Frau Agnes lebte. Pollard, der wie alle damaligen Jockeys nicht versichert war, ging es nach seinem schweren Unfall gesundheitlich und finanziell äußerst schlecht. Howard kam seinen moralischen Pflichten als Arbeitgeber minimal nach, indem er ihm eine Stelle in seinen Stallungen anbot.
Das lahmende Pferd und der hinkende Pollard unternahmen ausgedehnte, langsame Spaziergänge auf dem Anwesen. Mit Hilfe einer Metallschiene, die sein geschwächtes Bein stützte, traute sich Pollard allmählich wieder in den Sattel des Pferdes. Nach langen Ritten im Schritt wagten sich die zwei schließlich wieder an schnellere Gangarten. Seabiscuit machte in dieser Phase größere Fortschritte als Pollard.
Gegen Ende des Jahres 1939 erklärten Veterinäre Seabiscuit für ausreichend fit, um den Strapazen des Renntrainings wieder ausgesetzt zu werden. Verschiedene Jockeys trainierten das Pferd. Kurz vor dem geplanten ersten Rennen Anfang 1940 überredete Pollard Howard, ihn reiten zu lassen. Seabiscuit wurde mit zwei Längen Rückstand geschlagen und war nur Dritter. Pferd und Reiter brachte dieses Comeback jedoch erneut enormen öffentlichen Zuspruch. Beim dritten Rennen unter Pollard stellte Seabiscuit bereits wieder den Bahnrekord für eine Meile und 1/16 ein.

### Das dritte Santa-Anita-Rennen
Nach den drei erfolgreichen Rennen konnte Howard Pollard nicht verwehren, Seabiscuit in Santa-Anita zu reiten, wo bisher kein Sieg zu Buche stand. 78.000 Zuschauer kamen diesmal zur Rennbahn. Der Start war unspektakulär, Seabiscuit kam wie so häufig nur langsam aus der Startbox und der sich noch vorsichtig verhaltende Pollard fand seinen Weg durch das vor ihm galoppierende Feld weitgehend versperrt. Unter Ausnützung kleinerer Lücken zwischen den vor ihm galoppierenden Pferden arbeitete sich Pollard langsam nach vorne. Als nur noch „Wedding Call“ und „Whichcee“ vor ihm lagen, zog er Seabiscuit waghalsig ganz nach innen. Wie in der Vergangenheit zeigte Seabiscuit noch einmal seine Fähigkeit, zum Ende eines anstrengenden Rennens Kraftreserven zu mobilisieren und noch einmal schneller zu werden. Er ließ „Wedding Call“ und „Whichcee“ hinter sich und gewann das Rennen mit anderthalb Längen.
Als Seabiscuit die Ziellinie überquerte, waren die Zuschauer nicht mehr zu halten. Erneut hatte das Pferd ein Ausnahmerennen geliefert und sich aus einer ausweglos erscheinenden Situation in spektakulärer Weise nach vorne gekämpft. Von Gratulanten umringt, dauerte es lange, bis Pferd, Reiter, Trainer und Besitzer am Platz der Siegerehrung zusammentrafen.

## Verwendung als Zuchthengst und Tod
Am 10. April 1940 wurde offiziell bekannt gegeben, dass Seabiscuit keine weiteren Rennen mehr laufen werde. Als Zuchthengst kehrte er auf die Ridgewood Ranch von Howard zurück. Es verließ den Turf als das finanziell erfolgreichste Rennpferd seiner Zeit.
Seabiscuit wurde Vater von 108 Fohlen, aber nur zwei seiner Nachkommen, Sea Swallow und Sea Sovereign, hatten eine einigermaßen erfolgreiche Rennkarriere. Er war so beliebt bei den Leuten, dass ihn in seinen letzten Jahren noch 5000 Menschen besuchten.
Nach seiner Karriere als Rennpferd fraß er sich 150 kg Übergewicht an. Seabiscuit starb 1947 an Herzversagen.

## Nachwirkung
Im Santa-Anita-Park ehrt eine lebensgroße Bronzestatue das Rennpferd Seabiscuit. Eine zweite Statue steht seit 2007 vor dem National Museum of Racing and Hall of Fame in Saratoga Springs. Ein Jahr nach seinem Karriereende, 1958, wurde er in die American Racing Hall of Fame gewählt. Das Blood-Horse Magazine wählte ihn, als es die 100 wichtigsten Vollblutpferde des 20. Jahrhunderts bestimmte, auf Platz 25.
Bereits 1949 widmete Hollywood dem Rennpferd den Film The Story of Seabiscuit, der allerdings mit Seabiscuits Leben wenig zu tun hatte. Shirley Temple spielte darin die Hauptrolle, Seabiscuit wurde von seinem Nachkommen Sea Sovereign dargestellt.
Laura Hillenbrand veröffentlichte 2001 das Buch Seabiscuit: An American Legend, das mit mehreren Preisen ausgezeichnet wurde. Es schildert detailliert Seabiscuits Rennkarriere, seine Wirkung auf die amerikanische Öffentlichkeit und enthält Biographien von Tom Smith, Charles Howard und Red Pollard. Hillenbrand gewährt darüber hinaus einen tiefen Einblick in das Leben der Jockeys in den 1930er Jahren und die Abläufe im Rennsport. Das Buch war die Grundlage für den Film Seabiscuit – Mit dem Willen zum Erfolg (2003), der mit sieben Oscar-Nominierungen honoriert wurde.

## Abstammung
| Vater Hard Tack b. 1926 | Man o’ War ch. 1917     | Fair Play ch. 1905 | Hastings          |
| Vater Hard Tack b. 1926 | Man o’ War ch. 1917     | Fair Play ch. 1905 | Fairy Gold        |
| Vater Hard Tack b. 1926 | Man o’ War ch. 1917     | Mahubah b. 1910    | Rock Sand         |
| Vater Hard Tack b. 1926 | Man o’ War ch. 1917     | Mahubah b. 1910    | Merry Token       |
| Vater Hard Tack b. 1926 | Tea Biscuit 1912        | Rock Sand br. 1900 | Sainfoin          |
| Vater Hard Tack b. 1926 | Tea Biscuit 1912        | Rock Sand br. 1900 | Roquebrune        |
| Vater Hard Tack b. 1926 | Tea Biscuit 1912        | Teas Over ch. 1893 | Hanover           |
| Vater Hard Tack b. 1926 | Tea Biscuit 1912        | Teas Over ch. 1893 | Tea Rose          |
| Mutter Swing On b. 1926 | Whisk Broom II ch. 1907 | Broomstick b. 1901 | Ben Brush         |
| Mutter Swing On b. 1926 | Whisk Broom II ch. 1907 | Broomstick b. 1901 | Elf               |
| Mutter Swing On b. 1926 | Whisk Broom II ch. 1907 | Audience 1901      | Sir Dixon         |
| Mutter Swing On b. 1926 | Whisk Broom II ch. 1907 | Audience 1901      | Sallie McClelland |
| Mutter Swing On b. 1926 | Balance b. 1919         | Rabelais br. 1900  | St. Simon         |
| Mutter Swing On b. 1926 | Balance b. 1919         | Rabelais br. 1900  | Satirical         |
| Mutter Swing On b. 1926 | Balance b. 1919         | Balancoire b. 1911 | Meddler           |
| Mutter Swing On b. 1926 | Balance b. 1919         | Balancoire b. 1911 | Ballantrae        |